# Tetango Pouchi
Tetango Pouchi (* 17 de octubre de 1947- 14 de noviembre de 1977, Costa de Marfil) es un músico marfileño, nacido en la localidad de Sinfra, ciudad natal de su madre. Sin embargo, gran parte de su producción musical la realizó en Yamoussoukro y en París. 

## Infancia y juventud temprana
Su madre fue una importante mujer de la localidad marfileña de Sinfra, ubicación relevante, por su cercanía a la capital, Yamoussoukro. Su padre fue un marino francés que batalló en la Segunda Guerra Mundial en la parte de los aliados, quien, como se cuenta, llegó a tierras marfileñas a causa del naufragio de su embarcación. 
Tetango nació, al igual que su madre, en Sinfra, pero a temprana edad, sus padres migraron a la capital, donde pasó casi toda su adolescencia. 

## Discografía
- Tetan GO! (1973)
- La Vie en Noir (1976)
- Fire in your Soul and Kitchen (1977)